# Triodontella nitidula
Triodontella nitidula är en skalbaggsart som beskrevs av Rossi 1790. Triodontella nitidula ingår i släktet Triodontella och familjen Melolonthidae. Inga underarter finns listade i Catalogue of Life.